# Diana de rapamicina en células de mamífero
La diana de rapamicina en células de mamífero o mTOR por sus siglas en inglés (mammalian Target of Rapamycin), es una proteína presente en las células de los animales mamíferos que tiene importantes funciones. La familia de proteínas TOR está implicada en el control del inicio de la transcripción del mRNA, la organización del citoesqueleto celular de actina, el tráfico de membrana, la formación de ribosomas y la regulación del crecimiento, proliferación y muerte celular. Dado que la actividad de esta proteína está aumentada en algunos tipos de cáncer, se considera como una diana terapéutica y se han estudiado varios fármacos para inactivar su función, entre ellos el temsirolimus que se emplea en el tratamiento del carcinoma renal, everolimus y sirolimus que se utilizan para evitar el rechazo tras el trasplante de riñón, por su capacidad de reducir la respuesta inmunitaria.
mTOR puede formar dos complejos de señalización diferentes que se designan como mTORC1 y mTORC2, en el primero mTOR se une a la proteína RAPTOR (acrónimo de Regulatory-Associated Protein of mTOR) y en el segundo a la proteína RICTOR (acrónimo de Rapamycin-Insensitive Companion of mTOR), cada uno de estos complejos posee funciones diferentes.